# Trofeo Andrach-Pollensa 2021
La 30.ª edición de la clásica ciclista Trofeo Andrach-Pollensa fue una carrera en España que se celebró el 15 de mayo de 2021 sobre un recorrido de 168,9 km en la isla baleares de Mallorca. La carrera forma parte del segundo trofeo de la Challenge Ciclista a Mallorca 2021.
La carrera formó parte del UCI Europe Tour 2021, calendario ciclístico de los Circuitos Continentales UCI, dentro de la categoría 1.1 y fue ganada por el colombiano Winner Anacona del Arkéa Samsic. Completaron el podio, como segundo y tercer clasificado respectivamente, el noruego Vegard Stake Laengen del UAE Emirates y el español Mikel Iturria del Euskaltel-Euskadi.

## Equipos participantes
Tomaron parte en la carrera 24 equipos: 6 de categoría UCI WorldTeam, 10 de categoría UCI ProTeam; 6 de categoría Continental y 2 selecciones nacionales. Formaron así un pelotón de 163 ciclistas de los que acabaron 94. Los equipos participantes fueron:
| WorldTeams (6)- Cofidis - Qhubeka Assos - Movistar Team - Intermarché-Wanty-Gobert Matériaux - Israel Start-Up Nation - UAE Team Emirates ProTeams (10)- Arkéa-Samsic - B&B Hotels p/b KTM - Bardiani CSF Faizanè - Burgos-BH - Caja Rural-Seguros RGA - Equipo Kern Pharma - Euskaltel-Euskadi - Gazprom-RusVelo - Rally Cycling - Sport Vlaanderen-Baloise Equipos continentales (6)- Gios - Bike Aid - Dauner-AKKON - Electro Hiper Europa - Leopard - Maloja Pushbikers Equipos nacionales (2)- Suiza - Gran Bretaña |
| |

## Clasificación final
- Las clasificaciones finalizaron de la siguiente forma:[3]

| \| Clasificación general \| Clasificación general \| Clasificación general \| Clasificación general \| Clasificación general \| \| Ciclista \| Ciclista \| Equipo \| Tiempo \| \| \| --------------------- \| --------------------- \| ---------------------------------- \| --------------------- \| --------------------- \| \| 1.º \| Winner Anacona \| Arkéa-Samsic \| 4 h 04 min 30 s \| \| \| 2.º \| Vegard Stake Laengen \| UAE Team Emirates \| + 10 s \| \| \| 3.º \| Mikel Iturria \| Euskaltel-Euskadi \| + 13 s \| \| \| 4.º \| Jesús Herrada \| Cofidis \| + 1 min 34 s \| \| \| 5.º \| Rune Herregodts \| Sport Vlaanderen-Baloise \| + 1 min 39 s \| \| \| 6.º \| Gavin Mannion \| Rally Cycling \| + 1 min 39 s \| \| \| 7.º \| Maxime Chevalier \| B&B Hotels p/b KTM \| + 1 min 39 s \| \| \| 8.º \| Georg Zimmermann \| Intermarché-Wanty-Gobert Matériaux \| + 1 min 39 s \| \| \| 9.º \| Jeremy Bellicaud \| Intermarché-Wanty-Gobert Matériaux \| + 1 min 39 s \| \| \| 10.º \| Sean Bennett \| Qhubeka Assos \| + 1 min 44 s \| \| |                      |                                    |                 |
| |                      |                                    |                 |
| Fuente: ProCyclingStats |                      |                                    |                 |
| Clasificación general |                      |                                    |                 |
| Ciclista | Ciclista             | Equipo                             | Tiempo          |
| 1.º | Winner Anacona       | Arkéa-Samsic                       | 4 h 04 min 30 s |
| 2.º | Vegard Stake Laengen | UAE Team Emirates                  | + 10 s          |
| 3.º | Mikel Iturria        | Euskaltel-Euskadi                  | + 13 s          |
| 4.º | Jesús Herrada        | Cofidis                            | + 1 min 34 s    |
| 5.º | Rune Herregodts      | Sport Vlaanderen-Baloise           | + 1 min 39 s    |
| 6.º | Gavin Mannion        | Rally Cycling                      | + 1 min 39 s    |
| 7.º | Maxime Chevalier     | B&B Hotels p/b KTM                 | + 1 min 39 s    |
| 8.º | Georg Zimmermann     | Intermarché-Wanty-Gobert Matériaux | + 1 min 39 s    |
| 9.º | Jeremy Bellicaud     | Intermarché-Wanty-Gobert Matériaux | + 1 min 39 s    |
| 10.º | Sean Bennett         | Qhubeka Assos                      | + 1 min 44 s    |

## UCI World Ranking
El Trofeo Andrach-Pollensa otorgó puntos para el UCI World Ranking para corredores de los equipos en las categorías UCI WorldTeam, UCI ProTeam y Continental. Las siguientes tablas son el baremo de puntuación y los 10 corredores que obtuvieron más puntos:
| Posición   | 1.º | 2.º | 3.º | 4.º | 5.º | 6.º | 7.º | 8.º | 9.º | 10.º | 11.º | 12.º | 13.º-15.º | 16.º-25.º |
| Puntuación | 125 | 85  | 70  | 60  | 50  | 40  | 35  | 30  | 25  | 20   | 15   | 10   | 5         | 3         |

| Clasificación |                      |                                    |        |
| Posición      | Ciclista             | Equipo                             | Puntos |
| ------------- | -------------------- | ---------------------------------- | ------ |
| 1.º           | Winner Anacona       | Arkéa Samsic                       | 125    |
| 2.º           | Vegard Stake Laengen | UAE Emirates                       | 85     |
| 3.º           | Mikel Iturria        | Euskaltel-Euskadi                  | 70     |
| 4.º           | Jesús Herrada        | Cofidis, Solutions Crédits         | 60     |
| 5.º           | Rune Herregodts      | Sport Vlaanderen-Baloise           | 50     |
| 6.º           | Gavin Mannion        | Rally                              | 40     |
| 7.º           | Maxime Chevalier     | B&B Hotels p/b KTM                 | 35     |
| 8.º           | Georg Zimmermann     | Intermarché-Wanty-Gobert Matériaux | 30     |
| 9.º           | Jérémy Bellicaud     | Intermarché-Wanty-Gobert Matériaux | 25     |
| 10.º          | Sean Bennett         | Qhubeka ASSOS                      | 20     |